# SpaceX CRS-5

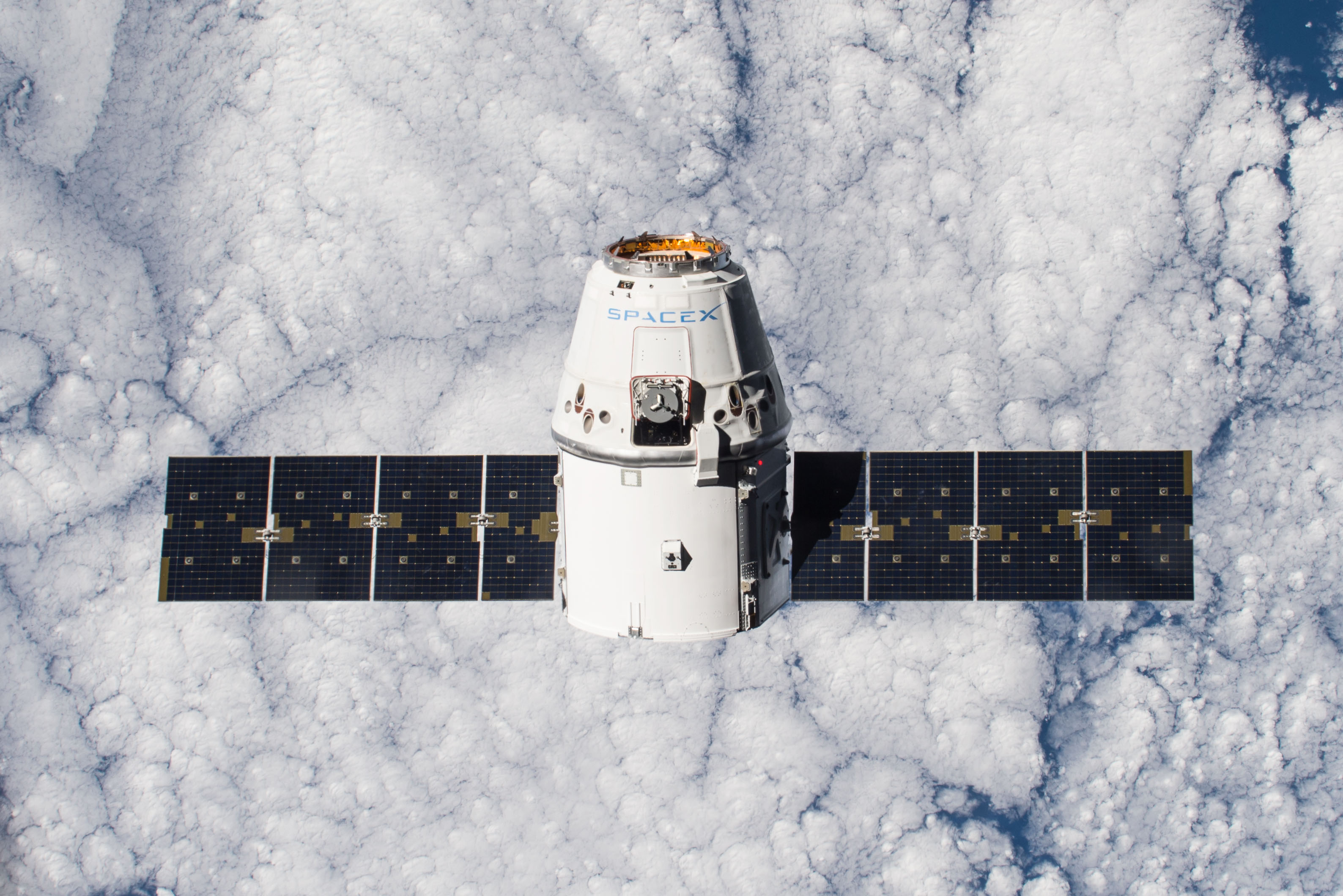
Loď Dragon během přibližování k Mezinárodní vesmírné stanici

SpaceX CRS-5 (alternativně SpX-5, nebo jednoduše CRS-5) byl pátý zásobovací let kosmické lodi Dragon společnosti SpaceX k Mezinárodní vesmírné stanici (ISS) podstoupený v rámci kontraktu Commercial Resupply Services uzavřeného s NASA. Celkově šlo o sedmý let Dragonu do vesmíru (pokud počítáme i demo lety C1 a C2+).

## Náklad
Loď Dragon dovezla na vesmírnou stanici 2317 kilogramů nákladu. Kromě zásob a vědeckých experimentů byly opožděně dovezeny i vánoční dárky pro posádku.
Zpět na Zemi loď dopravila více než 1632 kg nákladu.

## Test záchrany prvního stupně nosné rakety
Během mise se společnost SpaceX pokusila zachránit první stupeň nosné rakety přistáním na plovoucí plošinu v Atlantském oceánu. Po oddělení 2. stupně rakety s lodí Dragon se 1. stupeň zážehem motorů zpomalil a kontrolovaně sestoupil do atmosféry. Dosedl na plošinu, ovšem příliš tvrdě, takže se překotil a explodoval. Většina cílů testu byla ale splněna.